# El triste (álbum)
José José, o mejor conocido como "El Triste" es el título del tercer álbum de estudio grabado por el artista mexicano José José. Fue lanzado al mercado bajo el sello discográfico RCA Víctor en 1970. Al igual que su antecesores Cuidado (1969) y La nave del olvido (1970), respectivamente. El disco lo proyecta a la internacionalización, producto de su participación en el II Festival de la Canción Latina (antecesora del Festival OTI), realizado entre los días 10 y 14 de marzo de 1970 y representando a México con los temas "El triste", de Roberto Cantoral (cantándola en la "primera etapa", el 10 de marzo y en la "etapa final", en la madrugada del 15 de marzo) y "Dos", de Wello Rivas (cantándola en la "segunda etapa", el 12 de marzo), y obteniendo así el tercer lugar (según el jurado), ante el público que colmó el Teatro Ferrocarrilero de la Ciudad de México, el cual admiró su extraordinaria interpretación (para ellos él merecía el primer puesto).
A pesar de esto, "El triste" se consolidó como un gran éxito internacional, lo que le permitió iniciar sus presentaciones por todo el continente. Empezando así su carrera artística en el mundo de la canción 

## Lista de canciones[1][2]
| El triste |                       |                                   |          |  |
| N.º       | Título                | Escritor(es)                      | Duración |  |
| 1.        | «Alguien vendrá»      | Sergio Esquivel · Memo Salamanca  | 3:53     |  |
| 2.        | «Mi niña»             | Scottie Scott                     | 3:30     |  |
| 3.        | «La noche de los dos» | Felipe Gil                        | 2:54     |  |
| 4.        | «Llegará»             | Víctor M. Mato                    | 2:16     |  |
| 5.        | «Dios es amor»        | Roberto Cantoral                  | 2:50     |  |
| 6.        | «El triste»           | Roberto Cantoral                  | 4:14     |  |
| 7.        | «Esa canción de ayer» | Jaco Seller · José Luis Fernández | 2:48     |  |
| 8.        | «Nunca me dejes»      | María Blanca Aldas                | 2:49     |  |
| 9.        | «¡Oh, gente!»         | Memo Salamanca · Sergio Esquivel  | 3:38     |  |
| 10.       | «Amoras»              | Roberto Cantoral                  | 2:48     |  |
| 11.       | «A partir de hoy»     | Armando Manzanero                 | 2:05     |  |
| 12.       | «Dos»                 | Wello Rivas                       | 3:23     |  |

## Sencillos
- El triste
- Dos
- Mi niña
- Alguien vendrá
- Esa canción de ayer
- Nunca me dejes

## Créditos y personal[1]
- José José - Voz
- Chucho Ferrer - Orquesta en pistas 3, 4 y 6.
- Enrique Neri - Orquesta en pistas 2, 5, 7, 8 y 11.
- Eduardo Magallanes - Orquesta en pistas 1, 9 y 12.
- Mario Patrón - Orquesta en pista 10.
- Ignacio González - Producción; excepto "El triste" y "Dos".